# Tillou
Tillou korábbi község Franciaország Új-Aquitania régiójában, Deux-Sèvres megyében. 2019. január 1-jén három másik korábbi községgel egyesült és az így létrejött Chef-Boutonne új község része lett.
Lakosainak száma 337 fő (2018. január 1.). Tillou Fontenille-Saint-Martin-d’Entraigues, Gournay-Loizé, Luché-sur-Brioux, Lusseray, Paizay-le-Tort, Saint-Génard, Sompt és Chef-Boutonne községekkel határos.

## Népesség
A település népessége az elmúlt években az alábbi módon változott:
| Lakosok száma | 318  | 335  | 344  | 336  | 337  |
|               | 2013 | 2015 | 2016 | 2017 | 2018 |